# جيم درايدن
جيم درايدن (بالإنجليزية: Jim Dryden) هو مصارع رياضي نيوزيلندي، ولد في 8 يوليو 1907 في غيتسهيد في المملكة المتحدة، وتوفي في 29 أكتوبر 1974 في أوكلاند في نيوزيلندا.

## روابط خارجية
- جيم درايدن على موقع اتحاد ألعاب الكومنولث (مؤرشف) (الإنجليزية)